# Hauptstrasse 21
Die Hauptstrasse 21 ist eine Hauptstrasse in der Schweiz.
Diese Strasse beginnt an der französischen Grenze in Saint-Gingolph am Südufer des Genfersees, führt westlich an der Mündung der Rhone in den See vorbei durch das Rhonetal nach Süden bis Martigny und endet am Grossen St. Bernhard an der italienischen Grenze.
Auf dem Abschnitt bei Aigle und Martigny existiert für einen Teil des Strassenverkehrs eine schnellere Verbindung, die Autobahn A9, wobei sie nicht immer parallel zur Hauptstrasse 21 führt.

## Verlauf
Die Strasse beginnt in Saint-Gingolph. Sie ist die Fortsetzung der von Évian-les-Bains kommenden Départementalstrasse D 1005.
Von der Rhonemündung in den Genfersee aus führt die Strasse der Walliser Seite der Rhone entlang, die Hauptstrasse 9 führt entlang der Waadtländer Seite. Bei Massongex in der Nähe von Bex überquert die Strasse die Rhone und gelangt so auf die Waadtländer Seite, wo sie mit der Hauptstrasse 9 zusammentrifft. Kurz darauf, bei Saint-Maurice, wird die Rhone wieder überquert und das Wallis erreicht. Die Strasse bleibt fortan auf dieser Seite. Bis Martigny sind beide Hauptstrassen vereinigt. Während die Strasse 9 weiter nach Sion führt, zweigt die Strasse 21 in Martigny ab und führt via Orsières zum Grossen St. Bernhard zur Grenze zu Italien. Der Pass führt auf eine Höhe von 2469 m ü. M.
Auf der italienischen Seite führt die Strasse weiter nach Saint-Léonard, wo die Strada Statale 27 an die Tunnelstrasse anschliesst und nach Aosta weiterführt.
Die Gesamtlänge dieser ganz überwiegend nicht richtungsgetrennten Durchgangsstrasse beträgt rund 86 Kilometer.

## Geschichte
Ihren jetzigen Verlauf erhielt die Hauptstrasse 21 im Jahr 1970 mit der Reform der Nummerierung der Hauptstrassen. Zuvor verlief die H21 auf dem Trassee der heutigen Hauptstrasse 13. Von 1932 bis 1970 war der Abschnitt von Saint-Gingolph bis Massongex Teil der Hauptstrasse 37 – diese verlief dann noch weiter bis Saint-Maurice zur Hauptstrasse 9; der Abschnitt von Martigny bis zum Col du Grand-Saint-Bernard trug die Nummer 114. Seit 2020 gehört der Abschnitt zwischen Martigny und der Tunneleinfahrt des Grossen St. Bernhard dem Bund, dort ist die Hauptstrasse Teil der Nationalstrasse 21.